# SS City of Brunswick
City of Brunswick var ett ångdrivet lastfartyg byggt 1921 av Oscar Daniels Shipbuilding Company i Tampa för United States Shipping Board som del av krigstidens fartygsbyggnadsprogram av Emergency Fleet Corporation (EFC) för att rusta upp landets handelsflotta. Fartyget gick på grund på sin första kommersiella resa till Europa från Halifax i augusti 1921.

## Design och konstruktion
Efter USA:s inträde i första världskriget genomfördes ett stort skeppsbyggnadsprogram för att återställa och förbättra sjöfarten både för USA och för deras allierade. Som en del av detta program beställde EFC ett stort antal fartyg med standardkonstruktion (Design 1027) hos landets varv. Dessa fartyg var standardlastfartyg med cirka 9 500 dödviktston designade av Oscar Daniels och antaget av United States Shipping Board (USSB). City of Brunswick var den sista i raden av en beställning på 10 fartyg, placerade av USSB hos Oscar Daniels Shipbuilding Co. den 30 oktober 1917; det sjösattes den 27 oktober 1919 och fick sin jungfruresa den 17 februari 1921. Fartyget namngavs för att hedra staden Brunswick i Georgia, vars invånare var först i sitt distrikt med att abonnera på det fjärde Libertylånet. Fartyget var en tvådäcks ångare byggd på Isherwoodsystemet med
tätt placerade längsgående spant och balkar. Det hade sex lastrum och hade också alla moderna maskiner för snabb lastning och lossning av last från fem huvudluckor, inklusive tio vinschar och ett stort antal av lyftkranar. Fartyget hade elektriska lampor installerade längs däcken och var också utrustat radiotelegrafi.

## Operativ historia
Efter leverans till USSB förblev fartyget i Tampa i två månader innan det överlämnades till Page & Jones of Mobile för att gå på rutten USA:s gulfkust till Europa. Fartyget avgick på sin jungfrufärd med ballast från Tampa till New Orleans för lastning den 18 juli. På sin väg mot Antwerpen var fartyget lastat med spannmål, timmer, bomull och mjöl.

## Förlisning
City of Brunswick fortsatte på sin första resa till Europa när hon den 25 augusti 1921 plötsligt började få problem med en av sina pannor. Eftersom fartyget var nära den kanadensiska kusten, bestämde kapten Rossi att ta fartyget till Halifax för reparation. Strax efter midnatt strandade fartyget i full fart mot The Sisters, det yttersta av de östra Sambroreven, som ligger ungefär 3 kilometer bort från Sambro Island. När fartyget körde mot land skadade det bottnen och stannade där mitten av fartyget stod mot ett klipputsprång. Fartyget började ta in vatten direkt, men dess läge var inte på något sätt farligt.  Efter att man hade undersökt situationen och inte kunnat få loss fartyget från klipporna sändes en nödsignal ut och den plockades upp av telegrafstationen i Halifax liksom av tankfartyget SS Montrolite. Tankfartyget anlände efter ungefär en timme, och flera bogserbåtar som skickades från Halifax anlände till platsen klockan 02:00 den 26 augusti. Efter att ha inväntat gryningen gjordes flera försök att flytta fartyget från grundet, men det visade sig inte vara möjligt. Besättningen övergav fartyget tidigt på eftermiddagen den 26 augusti sedan fartyget börjat sjunka och en stor del av skrovet redan var under vatten. När besättningen hade övergivit fartyget började lokalbefolkningen plundra det, tills myndigheterna kunde stoppa det. Efter att ha undersökt vraket den 27 augusti förklarade ägarna till City of Brunswick att fartyget var helt förlorat. Den 24 september bröts fartyget i två delar och sjönk. Endast masterna stack sedan upp över vattenytan.